# 朗蒂尼
朗蒂尼（法語：Rantigny，法語發音：[ʁɑ̃tiɲi]）是法国瓦兹省的一个市镇，位于该省南部，属于克莱蒙区。

## 地理
朗蒂尼（49°19'47"N, 2°26'29"E）面积4.16 平方千米，位于法国上法蘭西大區瓦兹省，该省份为法国北部内陆省份，北起索姆省，西接厄尔省和滨海塞纳省，南至塞纳-马恩省和瓦兹河谷省，东临埃纳省。
与朗蒂尼接壤的市镇（或旧市镇、城区）包括：布勒伊勒韦尔、巴耶瓦勒、康布罗讷莱克莱蒙、科夫里、利扬库尔、讷伊苏克莱蒙。

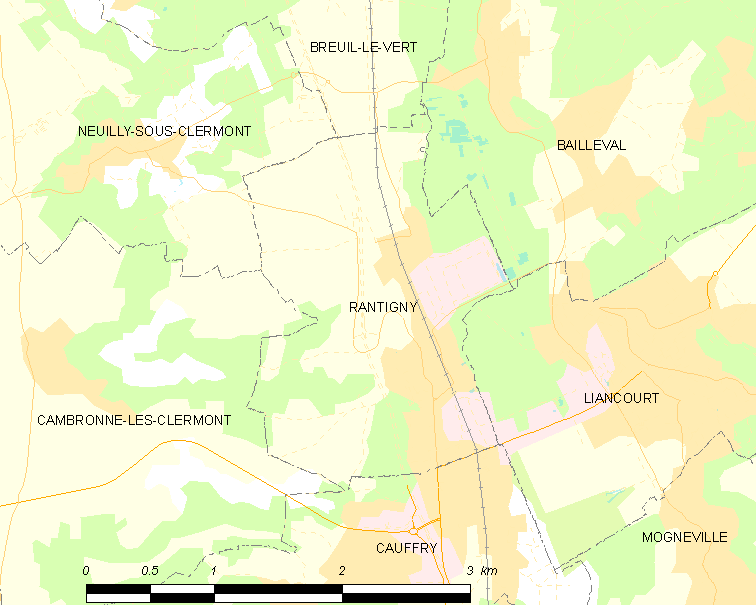
朗蒂尼的OSM定位图

朗蒂尼的时区为UTC+01:00、UTC+02:00（夏令时）。

## 行政
朗蒂尼的邮政编码为60290，INSEE市镇编码为60524。

## 政治
朗蒂尼所属的省级选区为克莱蒙县 (法国)。

## 人口

1962-2008年间朗蒂尼人口变化图示

朗蒂尼于2022年1月1日时的人口数量为2538人。